# Stillwein
Als Stillwein wird nach Definition des Internationalen Weinamtes ein Wein nach Beendigung der Gärung bezeichnet, aus dem sich keine Kohlensäure mehr entwickelt. Stillwein ist ein Wein, dessen Gehalt an Kohlendioxid so gering ist, dass er weder perlt noch schäumt.

## Abgrenzung zu Perlwein und Schaumwein
Die Bezeichnung „still“ deutet an, dass der Wein nicht perlend oder schäumend ist und somit im Gegensatz zu Perl- bzw. Schaumwein keine oder nur sehr wenig Kohlensäure enthält.
In den gemeinschaftsrechtlichen Begriffsbestimmungen – Alkoholstrukturrichtlinie 92/83/EWG aus dem Jahr 1992 – wird lediglich nach schäumenden und nicht schäumenden Weinen unterschieden. Diese dient jedoch eher zur Begriffsbestimmung im Hinblick auf die Steuersätze. Laut Definition der OIV ist Perlwein ein Wein, der einen Kohlensäuredruck von 100 bis 250 kPa bei 20 °C aufweist und erkennbar perlt. Demnach hat Stillwein einen maximalen Kohlensäuredruck kleiner als 100 kPa.
| Weintyp    | CO2-Druck   | CO2-Druck |
| ---------- | ----------- | --------- |
| Stillwein  | 0–100 kPa   | 0–1 bar   |
| Perlwein   | 100–250 kPa | 1–2,5 bar |
| Schaumwein | 300–600 kPa | 3–6 bar   |

## Weinsteuer
Wein unterliegt in der EU gemäß Artikel 7 der Richtlinie 92/83/EWG einer Verbrauchsteuer. Den Mindeststeuersatz hat die EU in Artikel 5 der Richtlinie 92/84/EWG auf Null festgesetzt. Diese Vorgaben werden in Deutschland im Schaumwein- und Zwischenerzeugnissteuergesetz i. d. F. vom 15. Juli 2009 umgesetzt. Trotz dieser Steuerfreiheit gelten – zumindest im grenzüberschreitenden Verkehr innerhalb der EU – die Bestimmungen der Verbrauchsteuervorschriften auch für Wein (§ 32, § 33 des Gesetzes), was einen nicht unerheblichen bürokratischen Aufwand sowohl für die Finanzverwaltung als auch die beteiligten Firmen mit sich bringt („EMCS“).